# Famille de planètes mineures
Ne pas confondre avec Groupe de planètes mineures.

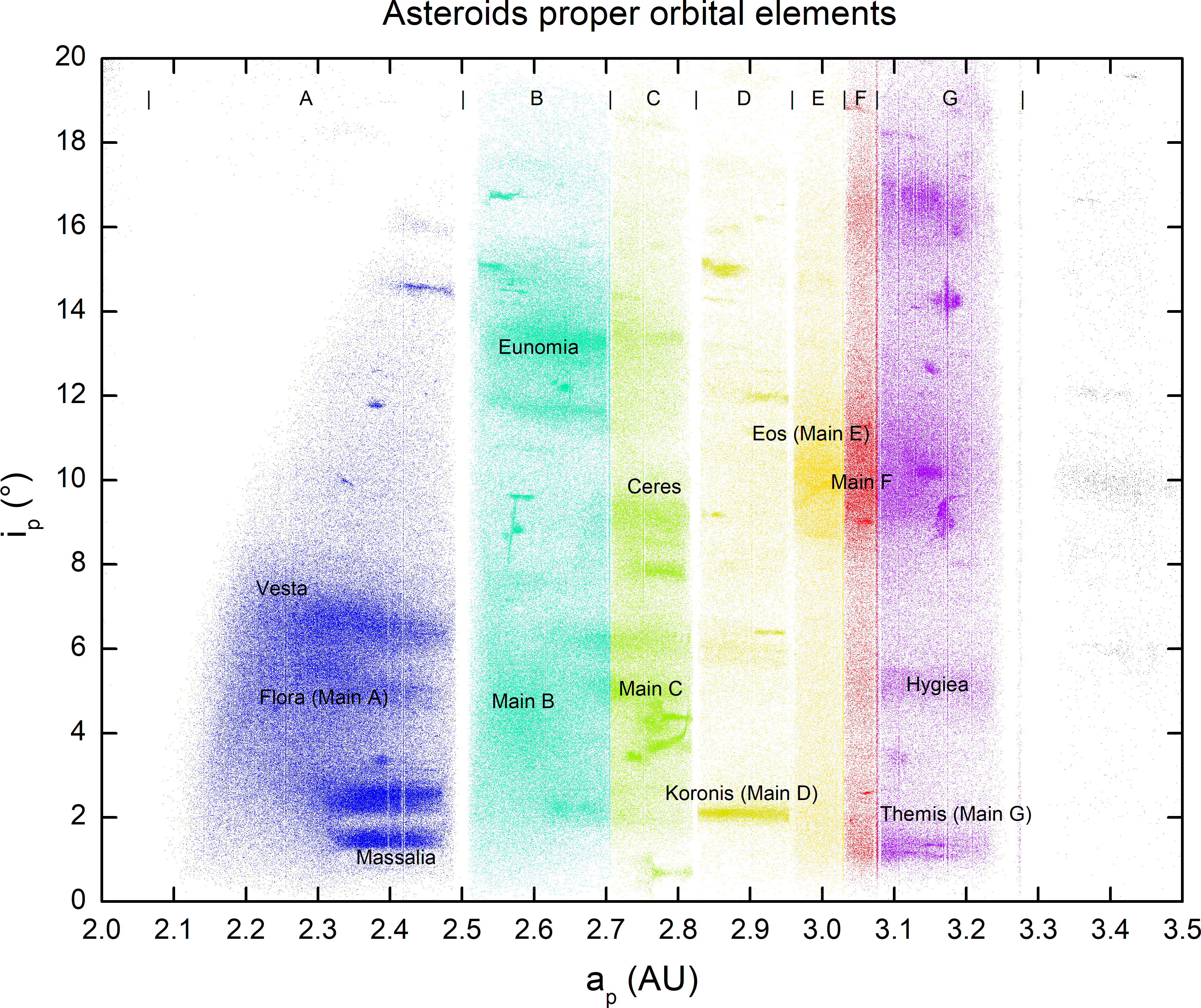
Principales familles de la ceinture d'astéroïdes mises en évidence à travers le demi-grand axe propre et l'inclinaison propre.

Une famille de planètes mineures, famille d'astéroïdes, famille de Hirayama, ou encore famille collisionnelle, est un ensemble de planètes mineures qui partagent des éléments orbitaux similaires (tels que le demi-grand axe, l'excentricité ou l'inclinaison orbitale) et qui sont supposés être des fragments de collisions passées entre astéroïdes.
Ces familles se rencontrent notamment au sein de la ceinture principale d'astéroïdes, ce qui explique que le terme famille d'astéroïdes soit le plus courant. Les découvertes de familles parmi les troyens de Jupiter et, en 2006, au sein de la ceinture de Kuiper conduisent progressivement à généraliser le concept à celui de famille de planètes mineures.
Cette notion de famille est à distinguer de celle de groupe. Il s'agit dans les deux cas d'ensembles de planètes mineures partageant des propriétés orbitales voisines mais les groupes découlent seulement de phénomènes dynamiques (et non de collisions) et jouent un rôle plus structurant dans la disposition des planètes mineures au sein du Système solaire.

## Histoire
L'astronome japonais Kiyotsugu Hirayama (1874–1943) est le premier à théoriser la notion de famille. Son article fondateur Groups of asteroids probably of common origin, publié en 1918, met en évidence, parmi les 790 astéroïdes alors référencées, trois premières familles qu'il nomme d'après leurs membres de plus petit numéro : Coronis (13 membres identifiés), Éos (19) et Thémis (22). Il introduit le terme de famille et - sans la nommer - la notion d'éléments orbitaux propres qui lui permet de mettre en évidence l'origine commune des membres de chaque famille. Il reconnait par la suite d'autres familles dont celles de Flore et de Maria.
Dirk Brouwer poursuit ces travaux dans les années 1950 et affine les méthodes statistiques d'identification des familles. De nouvelles familles sont progressivement identifiées mais des divergences importantes existent entre astronomes, tant sur les critères à utiliser que sur la liste des familles à retenir. Dans les années 1980, le nombre de familles identifiées peut varier de 15 à 117 suivant les auteurs et le consensus ne concerne que les familles "classiques" identifiées par Hirayama.
L'étude des familles fait un bond dans les années 1990 et 2000 grâce à l'augmentation rapide du nombre de planètes mineures référencées et, parallèlement, de la puissance de traitements statistiques, mais aussi et surtout grâce l'apparition progressive d'un consensus sur des méthodes d'identification plus rigoureuses (HCM, WAM, D-criterion...). Une étude publiée en 1995 et basée sur un échantillon d'environ 12 500 astéroïdes identifie 26 familles bien caractérisées.

## Généralités

### Terminologie
La notion de famille est la notion générique. Les petites familles sont souvent désignées par le terme anglais de cluster (ou grappe en français)[réf. nécessaire]. Le terme paire est utilisé dans le cas extrême d'un ensemble réduit à seulement deux objets gravitant conjointement. Certains astronomes ont proposé d'autres termes (clan, tribu, touffe[Quoi ?]...) pour décrire la diversité des situations (familles plus ou moins nettes, plus ou moins isolées...) mais leur usage reste peu fréquent.

### Dénomination
Plusieurs usages cohabitent. L'usage le plus fréquent a été de désigner les familles (de même d'ailleurs que les groupes) par le nom de leurs membres de plus petit numéro. Un autre usage est de privilégier le nom du plus grand membre, ce qui est cohérent avec le fait que le plus grand membre est souvent considéré comme le "membre parent".
Ces deux usages expliquent en partie pourquoi de nombreuses familles sont désignées par des noms différents suivant les époques ou suivant les auteurs, au fur et à mesure du raffinement des méthodes d'études : découverte d'un nouveau membre plus grand, inclusion d'un nouveau membre de plus petit numéro, exclusion du membre ayant initialement donné son nom à la famille, etc.
Les astronomes David Nesvorný, Miroslav Brož et Valerio Carruba ont proposé en 2015 un système visant à fixer une dénomination stable et partagée aux familles les mieux caractérisées. Ce système repose sur l'attribution d'un numéro à 3 chiffres appelé Family Identifier Number ou FIN. Le premier chiffre indique la zone du Système solaire concernée :
- 0 : groupes de Hungaria, groupe de Hilda ou troyens de Jupiter
- 4 et 7 : partie intérieure de la ceinture principale (2,0 < a < 2,5 ua) ; 4 pour i < 17,5° et 7 pour i > 17,5°
- 5 et 8 : partie centrale de la ceinture principale (2,5 < a < 2,82 ua) ; 5 pour i < 17,5° et 8 pour i > 17,5°
- 6 et 9 : partie extérieure de la ceinture principale (en incluant groupe de Cybèle) (2,82 < a < 3,7 ua) ; 6 pour i < 17,5° et 9 pour i > 17,5°

Ce système est depuis repris par d'autres astronomes.

### Nombre de familles
Le dénombrement exact des familles est par nature impossible. Leur caractérisation par des méthodes statistiques génère de nombreux cas limites. Par ailleurs de nouvelles familles sont régulièrement proposées et font l'objet de débats avant leur acceptation ou réfutation. Certaines peuvent rester longtemps au statut d'hypothèse.
Des études de synthèse sont régulièrement publiées et permettent d'affiner progressivement la liste des familles les mieux établies. L'une d'elles, publiée en 2015 par D. Nesvorny, M. Broz et V. Carruba, recense 122 familles auxquelles on peut ajouter la famille d'Eurêka et la famille d'Hauméa, non traitées dans le cadre de l'étude. Elle propose par ailleurs une liste additionnelle de 19 familles candidates.

## Origine et dynamique des familles

### Origine
Les familles sont interprétées comme résultant de collisions entre astéroïdes. Cette interprétation est proposée dès les travaux fondateurs de K. Hirayama dans les années 1920 et s'est progressivement affirmée. Dans la plupart des cas, la collision est supposée avoir entraîné la destruction des deux corps parents. Dans quelques cas, au contraire, la collision est interprétée comme un impact de cratérisation. C'est par exemple le cas pour les familles de Vesta (hypothèse d'un lien avec le cratère Rheasilvia sur (4) Vesta), de Junon, de Pallas, d'Hygie ou de Massalia. On parle parfois dans ce cas de famille de cratérisation (cratering familly en anglais).
L'origine collisionnelle explique que, dans la grande majorité des cas, les membres d'une famille possèdent une homogénéité de composition (supposée à travers les propriétés spectrales). Cet aspect est utilisé, en complément des éléments orbitaux propres, pour affiner l'identification des familles et pour repérer les éventuels intrus ne faisant pas partie d'une famille. Les cas de cratérisation de gros corps différenciés peuvent toutefois faire exception.
Les très petites familles, en particulier celles isolées comme la famille d'Eurêka au sein des troyens de Mars, ont conduit à envisager d'autres scénarios, par exemple des ruptures successives d'un petit corps causées par l'effet YORP. L'hypothèse d'une collision reste toutefois le plus souvent privilégiée.

### Dynamique et évolution
Lors d'une collision, les vitesses relatives entre les fragments générés restent faibles comparées à la vitesse de déplacement des astéroïdes sur leurs orbites. C'est ce qui explique que les familles mettent plusieurs millions d'années pour se disperser et restent ainsi identifiables à travers l'étude des éléments orbitaux. Les petits fragments sont en général éjectés avec une plus grande vitesse et se dispersent donc plus rapidement.
L'influence gravitationnelle des planètes (en particulier de Jupiter dans le cas des familles de la ceinture principale) perturbent les orbites des fragments de manière différenciée et vient accélérer la dispersion. Le calcul des paramètres orbitaux propres permet de s'affranchir de ce phénomène et ainsi d'identifier plus facilement et de manière plus pertinente les familles, en particulier les plus anciennes.
D'autres effets non gravitationnels viennent perturber de manière différenciée les orbites des fragments, en particulier les effets Yarkovsky et YORP liés à la lumière du Soleil. Ces phénomènes affectent plus particulièrement les petits membres de la famille, venant encore renforcer leur dispersion déjà plus rapide. L'étude de la répartition des fragments selon leur taille permet ainsi d'estimer l'âge des familles, c'est-à-dire le moment de la collision.

### Éléments orbitaux propres
De manière stricte, l'adhésion d'un astéroïde à une famille donnée se fait par l'analyse de ses éléments orbitaux propres, plutôt que par ses éléments orbitaux osculateurs, ces derniers variant régulièrement sur des échelles de temps de plusieurs dizaines de milliers d'années. Les éléments orbitaux propres sont quant à eux des constantes liées au mouvement censées rester quasi constantes sur des périodes d'au moins plusieurs dizaines de millions d'années.

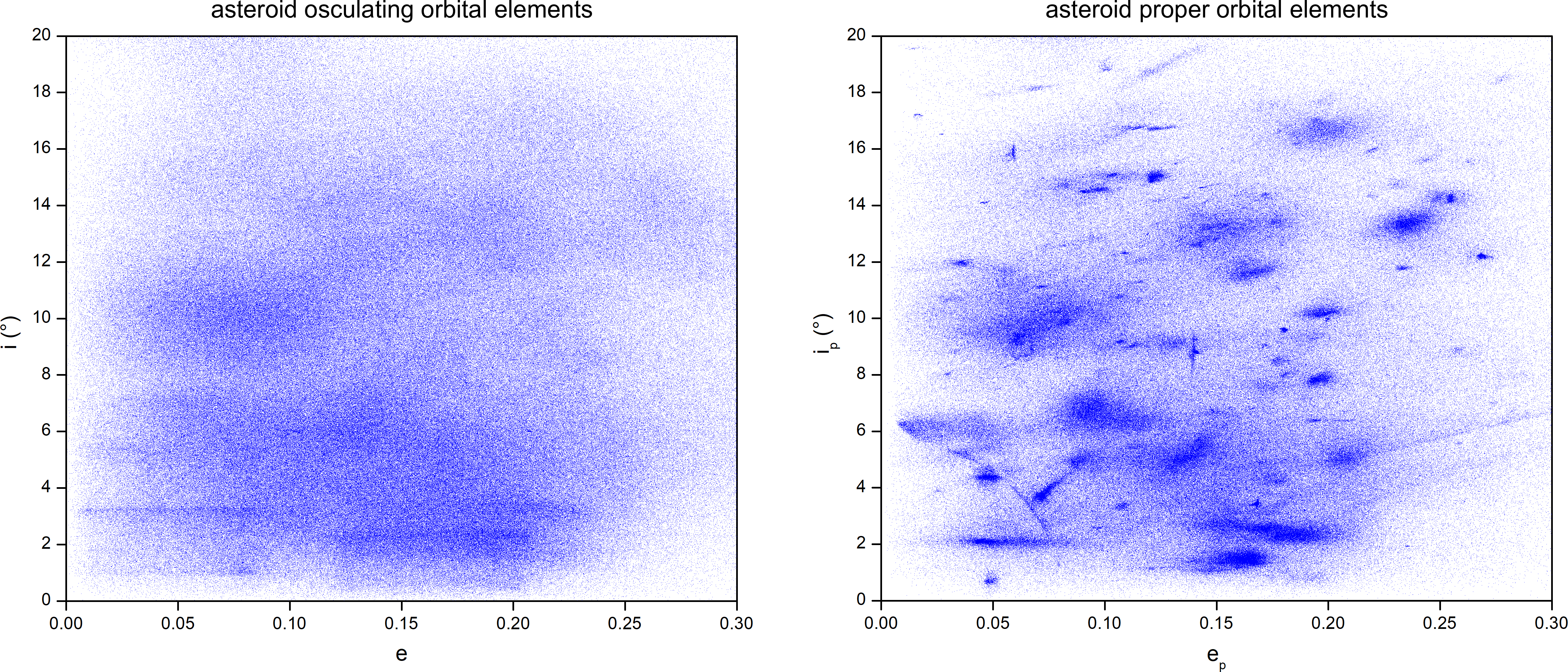
Comparaison des paramètres orbitaux osculateurs (à gauche) et des paramètres orbitaux propres (à droite) faisant apparaître les familles d'astéroïdes.

## Familles de la ceinture principale d'astéroïdes

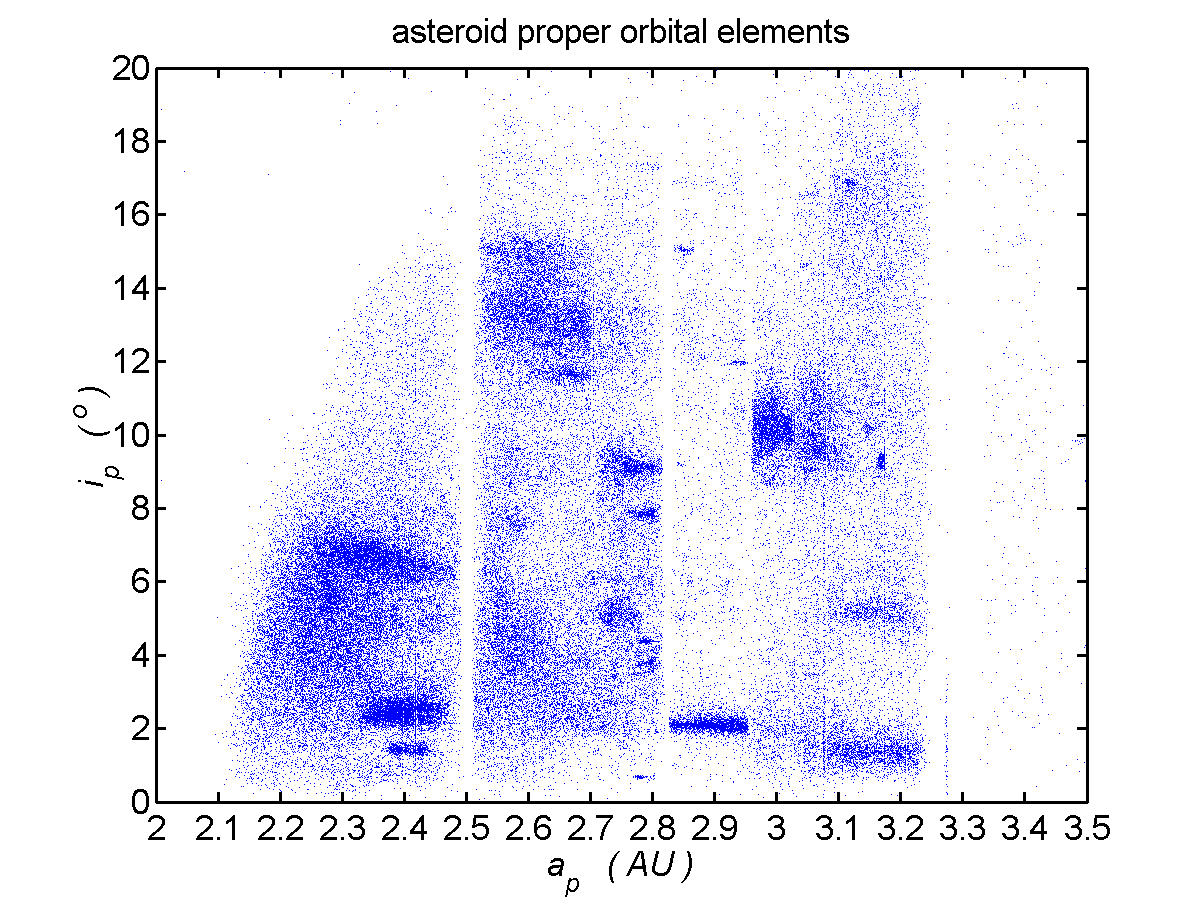
Demi-grand axe et inclinaison propres des astéroïdes de la ceinture principale. On peut visualiser les lacunes de Kirkwood et les zones en découlant : zone I entre 2,0 et 2,5 ua ; zone II entre 2,5 et 2,8 ua ; zone III entre 2,8 et 3,3 ua ; la zone entre 3,3 et 3,7 ua correspond au groupe de Cybèle.

### Disposition des familles au sein de la ceinture principale
La ceinture principale est classiquement divisée en plusieurs sous-groupes liés, notamment, aux lacunes de Kirkwood. Plusieurs découpages sont possibles. Nous retenons ici le découpage suivant :
- périphérie interne = en amont de la lacune de Kirkwood 4:1 = groupe de Hungaria
- ceinture proprement dite, elle-même divisée :
  - zone I
  - zone II
  - zone III
- périphérie externe = au-delà de la lacune de Kirkwood 2:1 = groupe de Cybèle et groupe de Hilda

La grande majorité des familles connues se concentrent dans les zones I, II et III de la ceinture principale. La plupart ont une inclinaison moyenne inférieure à 20°.
Les régions périphériques, beaucoup moins denses en astéroïdes, concentrent peu de familles. Ces régions sont traitées dans la section Familles des groupes périphériques de la ceinture principale.

### Importances des familles dans la description de la ceinture principale
Suivant les estimations, entre un quart et un tiers des astéroïdes de la ceinture principale sont connues comme appartenant à une famille.

### Principales familles
| Famille  | FIN | Astéroïde référent | Zone     | Nombre membres | Type spectral | Age estimé | Remarques |
| -------- | --- | ------------------ | -------- | -------------- | ------------- | ---------- | --------- |
| Vesta    | 401 | (4) Vesta          | Zone I   | ~ 15 300       | V             |            |           |
| Flore    | 402 | (8) Flore          | Zone I   | ~ 13 800       | S             |            |           |
| Massalia | 404 | (20) Massalia      | Zone I   | ~ 6 400        | S             |            |           |
| Eunomie  | 502 | (15) Eunomie       | Zone II  | ~ 5 700        | S             |            |           |
| Maria    | 506 | (170) Maria        | Zone II  | ~ 2 900        | S             |            |           |
| Hygie    | 601 | (10) Hygie         | Zone III | ~ 4 900        | C/B           |            |           |
| Thémis   | 602 | (24) Thémis        | Zone III | ~ 4 800        | C             |            |           |
| Coronis  | 605 | (158) Coronis      | Zone III | ~ 5 900        | S             |            |           |
| Éos      | 606 | (221) Éos          | Zone III | ~ 9 800        | K             |            |           |

### Liste des familles
L'article Liste de familles de planètes mineures donne une liste détaillée des familles.

## Familles des groupes périphériques de la ceinture principale

### Tableau récapitulatif des principales familles
| Famille                                      | FIN                                          | Astéroïde référent                           | Groupe                                       | Nombre membres                               | Type spectral                                | Age estimé                                   | Remarques                                                             |
| Périphérie interne de la ceinture principale | Périphérie interne de la ceinture principale | Périphérie interne de la ceinture principale | Périphérie interne de la ceinture principale | Périphérie interne de la ceinture principale | Périphérie interne de la ceinture principale | Périphérie interne de la ceinture principale | Périphérie interne de la ceinture principale                          |
| -------------------------------------------- | -------------------------------------------- | -------------------------------------------- | -------------------------------------------- | -------------------------------------------- | -------------------------------------------- | -------------------------------------------- | --------------------------------------------------------------------- |
| Eurêka                                       |                                              | (5261) Eurêka                                | Troyens de Mars / L5                         | ~ 7                                          | A                                            | ~ 1 Ga                                       | Identifiée en 2013. Contient 7 des 8 troyens situés en L5 (mai 2019). |
| Hungaria                                     | 003                                          | (434) Hungaria                               | Groupe de Hungaria                           | ~ 3 000                                      | E                                            |                                              | Identifiée en 1994.                                                   |
| Périphérie externe de la ceinture principale |                                              |                                              |                                              |                                              |                                              |                                              |                                                                       |
| Sylvia                                       | 603                                          | (87) Sylvia                                  | Groupe de Cybèle                             | ~ 260                                        | X                                            | ~ 1,2 ou 4,2 Ga ?                            | Identifiée en 2010.                                                   |
| Ulla                                         | 903                                          | (909) Ulla                                   | Groupe de Cybèle                             | ~ 26                                         | X                                            |                                              |                                                                       |
| Huberta                                      |                                              | (260) Huberta                                | Groupe de Cybèle                             | ~ 48                                         |                                              | ~ 1,1 Ga                                     | Identifiée en 2015.                                                   |
| Hilda                                        | 001                                          | (153) Hilda                                  | Groupe de Hilda                              | ~ 410                                        | C                                            |                                              |                                                                       |
| Schubart                                     | 002                                          | (1911) Schubart                              | Groupe de Hilda                              | ~ 350                                        | C                                            |                                              |                                                                       |
| Eurybate                                     | 005                                          | (3548) Eurybate                              | Troyens de Jupiter / L4                      | ~ 310                                        | C/P                                          | ~ 1 à 4 Ga                                   |                                                                       |
| Hector                                       | 004                                          | (624) Hector                                 | Troyens de Jupiter / L4                      | ~ 90                                         | D                                            |                                              | Première famille de type D identifiée.                                |
| Ennomos                                      | 009                                          | (4709) Ennomos                               | Troyens de Jupiter / L5                      | ~ 100                                        |                                              | ~ 1 à 2 Ga                                   | Identifiée en 2011.                                                   |

### Troyens de Mars
L'hypothèse d'une famille parmi les troyens de Mars gravitant en L5 est formulée en 2013 et ce parallèlement par les astronomes espagnols C. et R. de la Fuente Marcos et par l'astronome anglais Apostolos Christou. Elle est classiquement nommée famille d'Eurêka, d'après son membre à la fois le plus grand et de plus petit numéro (5261) Eurêka. Il est aujourd'hui établi qu'elle regroupe 7 des 8 astéroïdes gravitant en L5,.

### Groupe de Hungaria
Le groupe de Hungaria est un groupe d'astéroïdes de faible excentricité et d'inclinaison moyenne (typiquement entre 15 et 35°) situé entre Mars et la ceinture principale (typiquement 1,8 < a < 2,0 ua). On distingue en son sein une famille collisionnelle désignée en tant que famille de Hungaria.  Cette famille contient une majorité des astéroïdes du groupe mais il s'agit bien de deux ensembles distincts. La distinction entre le groupe et la famille n'a été clairement proposée qu'en 1994.

### Groupe de Cybèle
Le groupe de Cybèle est situé en périphérie externe de la ceinture principale, entre les lacunes de Kirkwood liées aux résonances 2:1 et 5:3 avec Jupiter, c'est-à-dire dans la zone 3,27 < a < 3,70 ua. Plusieurs familles collisionnelles ont été découvertes dans cette région. La première à avoir été clairement identifiée est la famille de Sylvia en 2010. Deux autres familles sont aujourd'hui bien documentées, la famille d'Ulla et la famille de Huberta. D'autres familles (par exemple autour des astéroïdes (522) Helga, (643) Schéhérazade, (121) Hermione, (1028) Lydina, (3141) Buchar ou (107) Camille) ont été proposées mais ne font pas (ou pas encore) consensus.

### Groupe de Hilda
Le groupe de Hilda est directement lié à un phénomène de résonance orbitale avec Jupiter, au niveau de la résonance 3:2, aux environs de a ~ 3,9 ua. Deux familles collisionnelles ont été identifiées au sein de ce groupe : la famille de Hilda et la famille de Schubart.

### Troyens de Jupiter
L'étude des familles au sein des troyens de Jupiter s'est avérée difficile. Des études publiées à la fin des années 1980 puis au cours des années 1990 ou 2000 ont proposé d'abord des paires d'astéroïdes ou des petits cluster, puis des familles plus importantes. Mais une étude publiée en 2011 a par la suite montré que, parmi toutes celles jusqu'alors envisagées, seule la famille d'Eurybate s'avérait statistiquement robuste. On peut donc aujourd'hui considérer la famille d'Eurybate comme la première à avoir été clairement identifiée au sein des troyens de Jupiter. Depuis, de nouvelles familles ont été proposées, en particulier des familles impliquant principalement des troyens de petite taille découverts après 2000.
Deux études de synthèse publiées en 2015 et 2016, basées respectivement sur des échantillons de 4016 et 5852 troyens, recensent 6 familles, dont 4 en L4 et 2 en L5. On peut en particulier citer les familles d'Eurybate (en L4, environ 310 membres), d'Ennomos (en L5, environ 100 membres) et d'Hector (en L4, environ 90 membres).
La famille d'Hector semble regrouper des astéroïdes de type D, ce qui en ferait la première famille collisionnelle de ce type identifiée au sein du Système solaire.

## Familles de la ceinture de Kuiper
| Famille | FIN | Astéroïde référent | Groupe             | Nombre membres | Type spectral | Age estimé | Remarques           |
| ------- | --- | ------------------ | ------------------ | -------------- | ------------- | ---------- | ------------------- |
| Hauméa  |     | (136108) Hauméa    | Ceinture de Kuiper | ~ 10           |               |            | Identifiée en 2006. |

La famille de Hauméa est la première famille identifiée, en 2006, au sein de la ceinture de Kuiper,. Elle reste en 2013 la seule famille transneptunienne clairement identifiée. Elle compte une dizaine de membres dont sans doute les deux petites lunes de Hauméa. Une étude publiée en 2008 estime plus probable que l'origine de cette famille soit un choc entre deux objets épars de forte excentricité plutôt qu'entre deux objets de la ceinture de Kuiper elle même.